# Kiekko-Espoo
Kiekko-Espoo ist ein finnischer Eishockeyklub, der seit 2024 erneut in Finnlands höchster Eishockeyliga, der Liiga, spielt.

## Geschichte
Die Espoo Blues wurden im Jahr 1984 gegründet und nannten sich zu diesem Zeitpunkt noch Kiekko-Espoo (kiekko bedeutet auf Finnisch „Puck“). Ab 1988 gab sich der Verein den englischen Namen Espoo Blues, nach der Farbe des Stadtwappens. Ebenso wurde das Wappen geändert und die Krone verschwand zunächst daraus.
In den ersten vier Jahren (1984–1988) spielte die Mannschaft in Finnlands dritthöchster Eishockeyliga. In den folgenden vier Jahren (1988–1992) spielte Kiekko-Espoo in der zweithöchsten finnischen Liga Mestis. Im Jahr 1992 schafften sie den Aufstieg in die SM-liiga. Im Jahr 1998 benannte sich Kiekko-Espoo in Espoo Blues um, wurden aber einfach Blues genannt. Während der Saison 1998/99 wechselten sie von ihrer alten Arena, der Matinkylän jäähalli, in die Espoo Metro Areena, wo die Blues bis zu ihrer Insolvenz spielten.

Logo 1984 bis 1998
Logo 1998 bis 2003
Logo 2003 bis 2005
Logo 2005 bis 2009
Logo 2009 bis 2016

Die Blues konnten bis jetzt noch keine Saison in der SM-liiga gewinnen, konnten sich jedoch am 3. April 2008 für die Endrunde qualifizieren und erreichten am Saisonende den zweiten Platz.
In der Saison 2008/09 drangen die Blues in der neu gegründeten Champions Hockey League bis ins Halbfinale vor, ehe sie gegen die ZSC Lions aus der Schweiz, die Espoo Blues mit 6:3 und 4:1 besiegten, ausschieden.
Während der Saison 2015/16 kam es zu ersten Zahlungsschwierigkeiten, da die Zuschauerzahlen und das Sponsorenaufkommen in den Jahren zuvor zurückgegangen waren. Im Dezember 2015 verließen die besten Spieler, unter anderem Kim Hirschovits, den Verein. Am Ende der Saison belegten die Blues abgeschlagen den letzten Platz und gingen anschließend in Insolvenz. Als Folge der Insolvenz wurde mit Espoo United ein neuer Verein gegründet, der eine Mannschaft in der Mestis aufstellte und auch die Frauenmannschaft übernahm. 2018 ging auch dieser Club in die Insolvenz, daraufhin wurde beim Nachwuchsverein Kiekko-Espoo eine neue Herrenmannschaft gegründet. Diese nahm den Spielbetrieb in der drittklassigen Suomi-sarja auf und schaffte 2020 als Meister den Aufstieg in die Mestis. In den Jahren 2022 und 2023 erreichte Kiekko jeweils das Playoff-Finale und gewann dabei jeweils einen Meister- und Vizemeistertitel. Im Oktober 2023 beantragte der Klub eine Lizenz für die höchste Spielklasse, die er im Dezember 2023 erhielt und damit zum Spieljahr 2024/25 in die Liiga aufgenommen wurde.

### Mannschaftskapitäne
- Jan Långbacka: 1992–1994
- Hannu Järvenpää: 1994
- Peter Ahola: 1994–1995
- Jarmo Muukkonen: 1995–1996
- Teemu Sillanpää: 1996–1997
- Juha Ikonen: 1997–1999
- Peter Ahola: 1999–2001
- Valeri Krykov: 2001–2002
- Juha Ylönen: 2002–2003
- Rami Alanko: 2003–2005
- Timo Hirvonen: 2005, trat im November 2005 als Kapitän zurück
- Markku Hurme: 2005–2006
- Joakim Eriksson: 2006
- Markku Hurme, Ville Viitaluoma, Erkki Rajamäki, Kent Manderville: 2006-07 (rotierend)
- Rami Alanko: 2007–2009
- Toni Kähkönen: 2009–2012
- Arto Laatikainen: 2012–2013
- Kim Hirschovits: 2013–2015

### Trainer (seit 1992)
- Martti Merra (1992–Januar 1994)
- Hannu Saintula (1994)
- Harri Rindell (1994–1996)
- Håkan Nygren (1996–Februar 1998)
- Hannu Saintula (Februar 1998 bis Saisonende)
- Pekka Rautakallio (Saisonstart bis November 1998)
- Hannu Saintula (November 1998 bis Saisonende)
- Jukka Holtari (1999–Januar 2000)
- Jari Härkälä (Januar 2000 bis Saisonende)
- Timo Tuomi (2000–September 2001)
- Hannu Kapanen (September 2001–2003)
- Ted Sator (Saisonstart–Oktober 2003)
- Hannu Virta (Oktober 2003–Oktober 2004)
- Pekka Rautakallio (2004–2005)
- Kari Heikkilä (2005–2007)
- Petri Matikainen (2007–2011)
- Lauri Marjamäki (2011–2013)
- Mikko Saarinen (2013)
- Jyrki Aho (2013–2016)
- Mikko Juutilainen (2018–2019)
- Kim Hirschovits (2019–2020)
- Janne Tuunanen (2020–2021)
- Kim Hirschovits (2021–2022)
- Tomas Westerlund (2022–2024)
- Jyrki Aho (seit 2024)